# Зельона-Весь (Великопольське воєводство)
Зельона-Весь (пол. Zielona Wieś, нім. Gründorf) — село в Польщі, у гміні Равич Равицького повіту Великопольського воєводства.
Населення — 481 особа (2011).
У 1975-1998 роках село належало до Лешненського воєводства.

## Демографія
Демографічна структура станом на 31 березня 2011 року:
|          | Загалом | Допрацездатний вік | Працездатний вік | Постпрацездатний вік |
| -------- | ------- | ------------------ | ---------------- | -------------------- |
| Чоловіки | 238     | 60                 | 162              | 16                   |
| Жінки    | 243     | 51                 | 142              | 50                   |
| Разом    | 481     | 111                | 304              | 66                   |